# Washington Mystics
Les Washington Mystics són un equip de bàsquet femení estatunidenc de la WNBA amb seu a Washington DC. Van debutar el 1998, gràcies a l'expansió de la lliga aquell any. L'equip és germà de l'equip masculí de la mateixa ciutat, els Washington Wizards. En l'actualitat està dirigit des de la banqueta per l'ex-entrenador de l'NBA, Richie Adubato.

## Pavelló
Les Mystics juguen els seus partits en el Verizon Center, amb una capacitat per a 20.173 espectadors, i que comparteix amb equips com els Washington Wizards, l'equip de bàsquet de la Universitat de Georgetown, els Hoyas, o l'equip de la NHL d'hoquei sobre gel dels Washington Capitals.

## Trajectòria
Nota: G: Partits guanyats P:Partits perduts %:percentatge de victòries
| Temporada | G  | P  | %    | Play-offs                        |
| --------- | -- | -- | ---- | -------------------------------- |
| 1998      | 3  | 27 | .100 |                                  |
| 1999      | 12 | 20 | .375 |                                  |
| 2000      | 14 | 18 | .438 | Perden a la primera ronda        |
| 2001      | 10 | 22 | .313 |                                  |
| 2002      | 17 | 15 | .531 | Perden a la Final de Conferència |
| 2003      | 9  | 25 | .265 |                                  |
| 2004      | 17 | 17 | .500 | Perden a la primera ronda        |
| 2005      | 16 | 18 | .471 |                                  |
| 2006      | 18 | 16 | .529 | Perden a la primera ronda        |
| 2007      | 16 | 18 | .471 |                                  |
| 2008      | 10 | 24 | .294 |                                  |